# اخترین
اخترین (به عربی: أخترین) یک منطقهٔ مسکونی در سوریه است که در استان حلب واقع شده‌است.

## خصوصیات
اخترین ۵٬۳۰۵ نفر جمعیت دارد.